# Епархия Аллахабада
Епархия Аллахабада (лат. Dioecesis Allahabadensis) — епархия Римско-Католической церкви c центром в городе Праяградж, Индия. Епархия Аллахабада входит в митрополию Агры. Кафедральным собором епархии Аллахабада является собор святого Иосифа.

## История
7 февраля 1845 года Римский папа Григорий XVI выпустил бреве Pastoralis officii, которым учредил апостольский викариат Патны, выделив его из апостольского викариат Тибета-Хиндустана (сегодня — Архиепархия Агры).
1 сентября 1886 года Римский папа Лев XIII издал буллу Humanae salutis, которой преобразовал апостольский викариат Тибета-Хиндустана в епархию Аллахабада.
В следующие годы епархия Алла передала Аллахабада своей территории в пользу возведения следующих церковных структур:
- 20 апреля 1892 года — апостольскому викариату Бетиаха (сегодня — Архиепархия Патны);
- 18 июля 1932 года — апостольской префектуре Джуббулпура (сегодня — Епархия Джабалпура);
- 11 марта 1935 года — апостольской префектуре Индаура (сегодня — Епархия Индаура);
- 12 января 1940 года — апостольской префектуре Джаханси (сегодня — Епархия Джаханси) и епархии Лакхнау;
- 11 июля 1946 года — апостольской префектуре Горакхпура (сегодня — Епархия Варанаси);

9 января 1947 года в епархию Аллахабада вошёл округ Мирзапур, который ранее принадлежал апостольской префектуре Горакхпура.

## Ординарии епархии
- епископ Анастасиус Хартманн (20.10.1845 — 24.04.1866);
- епископ Паоло Този (9.02.1868 — 1.10.1880) — назначен ординарием апостольского викариата Пенджаба;
- епископ Франческо Пеши (24.05.1881 — 9.07.1896);
- епископ Карло Джузеппе Джентили (29.03.1897 — 27.08.1898) — назначен архиепископом Агры;
- епископ Витторио Гаетано Синибальди (27.09.1899 — 5.01.1902);
- епископ Пьер-Франсуа Граминья (25.08.1904 — 18.12.1917);
- епископ Джузеппе Анджело Поли (18.12.1917 — 11.07.1946);
- епископ Леонард Джозеф Раймонд (10.04.1947 — 16.01.1964) — назначен архиепископом Нагпура;
- епископ Раймонд Дмелло (21.04.1964 — 20.12.1969);
- епископ Альфред Фернандес (25.06.1970 — 15.12.1975);
- епископ Баптист Мудартха (1.03.1976 — 5.05.1988);
- епископ Исидор Фернандес (5.05.1988 — 31.01.2013);
  - Ignatius Menezes (31.01.2013 — 17.10.2013) (апостольский администратор);
- епископ Raphy Manjaly (17.10.2013 — по настоящее время).

## Источник
- Annuario Pontificio, Libreria Editrice Vaticana, Città del Vaticano, 2003, ISBN 88-209-7422-3